# George Oliver Curme
George Oliver Curme, Jr (1888 — 1976) foi um químico industrial estadunidense.
Trabalhou com a síntese de vários produtos químicos, incluindo acetileno e etilenoglicol.